# Ewald Mataré

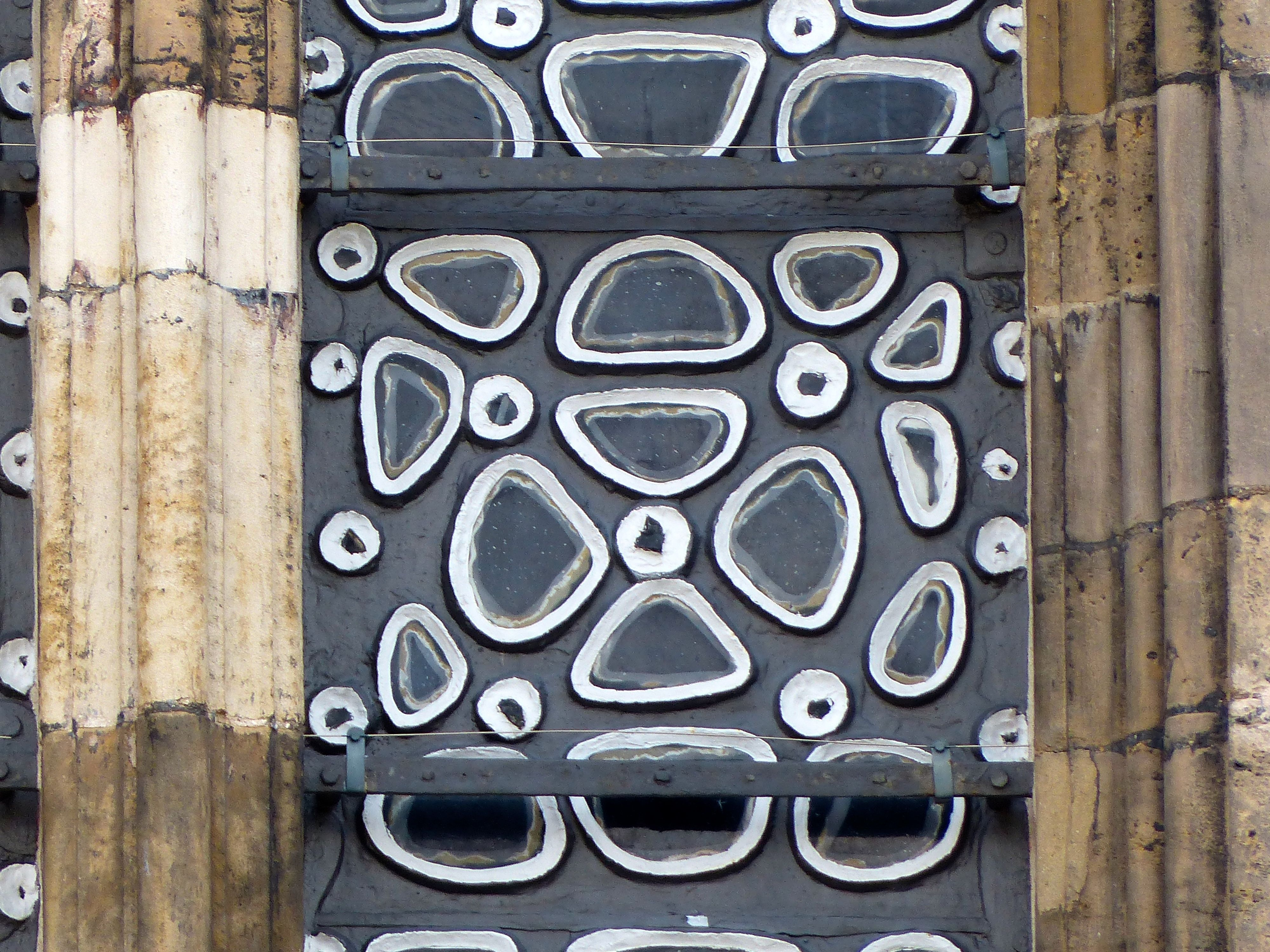
Katedrála Panny Marie (Cáchy), detail vitrážového okna na západní straně

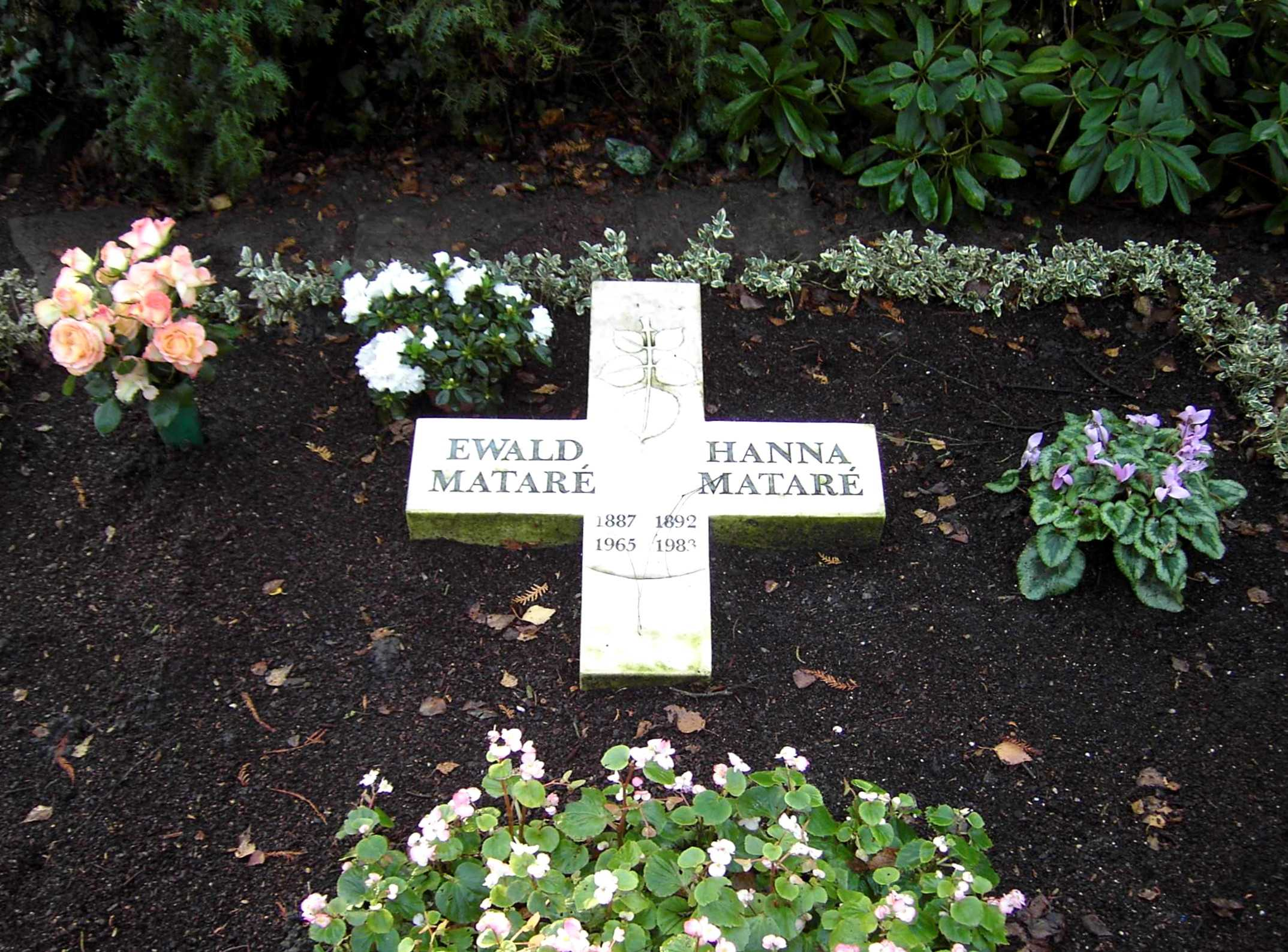
Umělcův hrob na hřbitově Meerbusch-Büderich nedaleko Düsseldorfu

Ewald Mataré (25. února 1887, Burtscheid – 28. března 1965, Büderich) byl německý sochař a malíř. Jeho synovcem byl německý fyzik Herbert Mataré, spoluvynálezce tranzistoru. V roce 1922 se Ewald Mataré oženil s tehdy 31letou Hannou Hasenbäumerovu, v roce 1926 se jim narodila dceru. Zemřel v roce 1965 na plicní embolii.
V roce 1932 se stal profesorem na Akademii umění v Düsseldorfu. Po nástupu Adolfa Hitlera k moci však bylo veškeré německé umění uvedeno do souladu s nacistickou ideologií. V roce 1933 tak byl Mataré ze své pozice vyhozen a jeho dílo odsouzeno jako zvrhlé umění. Jeho socha Die Katze (Kočka) byla v roce 1937 prezentována v Mnichově na výstavě zvrhlého umění Entartete Kunst.